# Boglösa by
Boglösa by är kyrkbyn i Boglösa socken i Enköpings kommun i Uppland. Byn ligger några kilometer sydost om Enköping och här ligger Boglösa kyrka.
Byn omtalas i dokument första gången 1329 ("in ipsa villa Bughløsu"), då hustru Alika i Boglösa gav jord till Uppsala domkyrka som själagåva för sig och sin avlidne bror dekanen Evert, dels 6 öresland i Boglösa by som hon köpt, dels en utjord om 4 öresland som hon fått i morgongåva av sin förste man, Verner Svarte. Hustru Alika kallar Boglösa för sin "villa" så uppenbarligen har den varit sätesgård för hennes släkt. Den har dock uppenbarligen inte omfattat hela byn, då skattejord bör ha funnits här redan vid den här tiden. 1344 anges Uppsala domkyrka äga 14 öresland och 20 penningland i Boglösa by. Märta Turesdotter (Bielke) sägs 1362 med sina söner överlåta all rätten till den jord i Boglösa som Torkel Nilsson hade sålt till Magnus Nilsson Röde. Det är dock osäkert om det här syftar på det här Boglösa eller byn Boglös i Tofteryds socken. Uppsala domkyrkas jord i Boglösa återkommer i en del dokument, 1497–1536 sägs domkyrkan ha tre landbor här, varav en räntade tre marker penningar, de övriga två pund korn vardera. Gårdarna blir under 1500-talet Sankt Erikshemman och drogs in till kronan. Dessutom fanns har två kyrkohemman, vilka 1549 delas till tre. Ett av dessa var prästgården i Boglösa. Vidare omfattar byn tre mantal skatte. I en tiondelängd 1555 upptas tio tiondepliktiga hushåll i byn.